# Illorsuit (isola)
Illorsuit (o Igdlorssuit, danese Ubekendt Ejland) è un'isola della Groenlandia di 468 km², che ospita i 99 abitanti dell'omonimo villaggio. Fa parte del comune di Avannaata.